# Pavlov's Dog
Pavlov's Dog è un gruppo progressive rock statunitense formatosi a St. Louis (Missouri) nel 1972.

## Storia
I Pavlov's Dog si formarono a St. Louis (Missouri) nel 1972, e originariamente comprendevano David Surkamp (voce e chitarra), Steve Scorfina (chitarra solista), Mike Safron (batteria), Rick Stockton (basso), David Hamilton (tastiera), Doug Rayburn (mellotron e flauto), e Siegfried Carver (all'anagrafe Richard Nadler) (vari strumenti a corda compreso il raro vitar, un incrocio fra una chitarra e un violino).
Nel 1975 firmarono per la ABC, e registrarono l'album Pampered Menial che però non fu mai distribuito da questa etichetta. A ristamparlo e distribuirlo fu invece, lo stesso anno, la Columbia.

## Formazione
Attuale
- David Surkamp - voci, chitarra (1972–1977, 1990, 2004, 2005–presente)
- Abbie (Hainz) Steiling - violino, mandolino (2008-presente)
- Amanda McCoy - chitarra solista (2013-presente)
- Rick Steiling - basso (2009, 2011-presente)
- Sara Surkamp - voci, chitarra (2005-presente)
- Mark Maher - tastiere (2018-presente)
- David Malachowski - chitarra solista (2018-presente)
- Steve Bunck - batteria (2019-presente)

Ex componenti
- Mike Safron - batteria (1972–1976, 2004, 2005–2014)
- Doug Rayburn - tastiere, flauto, percussioni (1972–1977, 1990, 2004, 2005–2008; deceduto nel 2012)
- Rick Stockton - basso (1972–1977, 2004)
- David Hamilton - tastiere (1972–1976, 2004)
- Siegfried Carver - violino, viola (1972–1975; deceduto nel 2009)
- Steve Levin - chitarra solista (1972)
- Steve Scorfina - chitarra solista (1972–1977, 2004)
- Ray Schulte - chitarra solista (2005-2006)
- Royal Robbins - tastiere (2005–2006)
- Bill Franco - chitarra solista (2006-2007, 2009-2013)
- Randy Hetlage - chitarra solista (2008)
- Tom Nickeson - tastiere, chitarra (1976-1977)
- Nick Schlueter - tastiere (2009-2013)
- Kirk Sarkisian - batteria (1976–1977)
- David Karns - basso (2006-2007)
- Andrea Young - violino (2005-2007)
- Michael McElvain - tastiere (2007)
- Timothy Duggen - basso (2005-2006)
- Nathan Jatcko - tastiere (2015-2018)
- Manfred Plötz - batteria (2015–2021)

## Discografia
- Pampered Menial (Dunhill 1975)
- At the Sound of the Bell (Columbia 1976)
- Third (inciso nel 1977, pubblicato nel 2007)
- Has Anyone Here Seen Siegfried? (Bootleg del 1980, pubblicato ufficialmente nel 2007 dall'etichetta Rockville Music)
- Lost in America (TelectrO Records 1990)
- The Adventures Of Echo & Boo -And Assorted Small Tails- (Rockville Music 2010)
- The Pekin Tapes (Rockville Music 2014)
- Prodigal Dreamer (Rockville Music, 2019)

### Live albums
- Live and Unleashed (2010, CD)
- House Broken (2016, DVD/CD)